# 오가와 사라
오가와 사라(일본어: 小川紗良, 1996년 7월 2일 ~ )는 일본의 배우 겸 영화 감독이다. 영화 《해변의 금붕어》(海辺の金魚)를 통해 감독으로 데뷔하였다.